# 안중초등학교 신야분교
안중초등학교 신야분교는 대한민국 충청남도 태안군 안면읍 신야리에 있었던 공립 초등학교이다.

## 연혁
- 1963년 3월 2일: 안중국민학교 신야 분실 설립인가
- 1967년 3월 1일: 신야국민학교로 승격 인가
- 1967년 3월 2일: 신야국민학교 개교(6학급)
- 1967년 4월 1일: 벽지(라) 지정
- 1985년 3월 1일: 병설유치원 개원(1학급)
- 1995년 3월 1일: 안중국민학교 분교장 격하(4학급)
- 1996년 3월 1일: 안중초등학교 신야분교장으로 교명 변경
- 1999년 3월 1일: 안중초등학교로 통폐합

## 폐교 이후
폐교 이후, 안중초등학교 신야분교 부지는 서울특별시 동작구에서 매입하여 휴양소로 사용하고 있다.